# Ami sok, az sokk
Az Ami sok, az sokk egy 1989-es amerikai horrorvígjáték, melyet Joe Dante rendezett, főszereplői pedig Tom Hanks, Bruce Dern, Carrie Fisher, Rick Ducommun, Corey Feldman, Wendy Schaal és Henry Gibson.

## Cselekmény
Ray Peterson semmi másra nem vágyik a kertvárosi házában, mint békességben éldegélni a feleségével, pihenni, néha kertészkedni. Ám az utóbbi időben furcsa dolgok történnek, mióta az új lakók, Klopekék a környékre költöztek. A lerobbant házuk környékén semmi nyoma az életnek, és egyiküket sem látta még senki, ugyanakkor viszont fülsértő zaj hallatszik fel időnként a pincéjükből. A helyzeten nem segít, hogy Rayt szomszédja, Art mindenféle rémtörténetekkel traktálja, aki szerint Klopekék előző otthona titokzatos módon porig égett. A másik hiperaktív szomszéd, a visszavonult katona Mark pedig csak arra vár mikor nyisson tüzet a gyanús elemekre. A kíváncsiság és Ray szomszédainak partizánakciói végül őt is tettekre sarkallják, hogy kiderítse végre kik az új lakók és mi folyik náluk, mert addig úgyis lőttek a pihenésének…

## Szereplők
| Szerep            | Színész          | Magyar hang     |
| ----------------- | ---------------- | --------------- |
| Ray Peterson      | Tom Hanks        | Szakácsi Sándor |
| Mark Rumsfield    | Bruce Dern       | Szersén Gyula   |
| Carol Peterson    | Carrie Fisher    | Jani Ildikó     |
| Art Weingartner   | Rick Ducommun    | Szombathy Gyula |
| Ricky Butler      | Corey Feldman    | Lippai László   |
| Bonnie Rumsfield  | Wendy Schaal     | Borbás Gabi     |
| Dr. Werner Klopek | Henry Gibson     | Harkányi Endre  |
| Reuben Klopek     | Brother Theodore | Simon György    |
| Hans Klopek       | Courtney Gains   | Schnell Ádám    |
| Walter Seznick    | Gale Gordon      | Gruber Hugó     |
| Vic               | Dick Miller      | Dengyel Iván    |
| Joe               | Robert Picardo   | Soós László     |

## Érdekességek
A kertvárosi helyszínhez a Universal Studio „Colonial Street” fantázianevű díszletutcáját használták, ahol több egyéb filmes produkciót forgattak, mint például a Született feleségek című sorozatot is.